# Аллан Джордж Барнард Фішер
Аллан Джордж Барнард Фішер (англ. Allan George Barnard Fisher; 26 жовтня 1895, Крайстчерч, Нова Зеландія — 8 січня 1976, Лондон, Англія) — відомий економіст з Нової Зеландії, професор, доктор філософії.
Найбільш помітним його внеском було дослідження економічного розвитку з точки зору послідовного домінування різних секторів економіки: первинного, вторинного та третинного секторів (теорія трьох секторів).

## Життєпис
Аллан народився в Новій Зеландії, але разом із батьками переїхав до Австралії, де навчався в Шотландському коледжі та Мельбурнському університеті.
З 1916 р. до початку 1918 р. Аллан служив в австралійській армії в 14-му австралійському загальному госпіталі в Каїрі та Порт-Саїді. Пізніше він переїхав до Палестини і провів 5 місяців на дорозі «Яффа — Єрусалим» з австралійською польовою машиною швидкої допомоги 5-го верблюжого корпусу. Після повернення до Мельбурнського університету в 1919 році він став викладачем кафедри філософії. Він виступив з доповіддю на тему «Палестина та Єрусалим [Архівовано 22 січня 2022 у Wayback Machine.]», копії якої зберігаються в бібліотеці Мельбурнського університету та у Британській бібліотеці.
У 1924 році він здобув ступінь доктора філософії в Лондонській школі економіки. Нотатки про лекції, які він робив, зберігаються в архіві «LSE». Він повернувся до Австралії в 1925 році і був професором економіки в Університеті Отаго з 1925 р. до 1935 року.
У 1930—1931 роках Аллан отримав стипендію Рокфеллера, що дозволило йому подорожувати та навчатися в Китаї, Росії, Польщі, Швейцарії (Женева), Англії та Сполучених Штатах.
У 1936—1937 роках Аллан був професором економіки в Університеті Західної Австралії в Перті. У 1938 році його сім'я переїхала до Англії, коли Аллан отримав посаду професора дослідження цін у Королівському інституті міжнародних відносин, відомому як «Chatham House», у Лондоні, і став професором міжнародної економіки в м. Лондоні. Це включало поїздки до Скандинавії та на Балкани, а в 1939 р. його родина переїхала до Оксфорда. Лекції, які читав Фішер були включені в спеціальний випуск онлайн-архіву «Chatham House» [Архівовано 5 липня 2017 у Wayback Machine.].
У 1934 р. Алан став головним редактором журналу «Economist Bank of New South Wales». Під час Другої світової війни він оплатив дві поїздки в Сполучені Штати, до підготовчої комісії ФАО і 1944 р. був радником в посольстві Нової Зеландії в Вашингтоні (округ Колумбія). Він також взяв участь у Бреттон — Вудській конференції, а також 1946 року у Паризькій мирній конференції, перш ніж приступити того ж року до праці в Міжнародному валютному фонді. Аллан вийшов на пенсію в 1960 році і прожив в Англії до кінця свого життя.

## Праці
- Деякі проблеми заробітної плати та їх регулювання, PS King & Son, 1926.
- Зіткнення прогресу та безпеки, Macmillan, 1935.
- Економічна самодостатність, The Clarendon Press (Оксфорд, Англія), 1939.
- Міжнародні проблеми економічних змін [Архівовано 5 липня 2017 у Wayback Machine.], Аллан Фішер, березень–квітень 1938 р., doi:10.2307/2602245
- Конституція та праця UNRRA [Архівовано 2 грудня 2016 у Wayback Machine.], Аллан Фішер, липень 1944 р., doi:10.2307/3018558
- Міжнародне співробітництво й економічна та соціальна рада [Архівовано 2 грудня 2016 у Wayback Machine.], Аллан Фішер, жовтень 1945 р.
- Економічний прогрес і соціальне забезпечення, Macmillan, 1945.
- Міжнародні наслідки повної зайнятості, Royal Institute of International Affairs, 1946.
- (З сином Хамфрі Дж. Фішером [Архівовано 22 січня 2022 у Wayback Machine.]) Рабство і мусульманське суспільство в Африці: Інститут в Сахарській і Суданській Африці та Транссахарська торгівля [Архівовано 22 січня 2022 у Wayback Machine.], К. Херст, 1970, Doubleday, 1971.[4]
- (Редактор і перекладач з Хамфрі Дж. Фішером) Густав Нахтігаль, Сахара і Судан, том IV: Вадай і Дарфур [Архівовано 22 січня 2022 у Wayback Machine.], University of California Press, 1972, том I: Триполі і Фецан, Тібесті або Ту [Архівовано 22 січня 2022 у Wayback Machine.], Barnes & Noble, 1974.
- Аллан Фішер. «Виробництво, первинне, вторинне та третинне». Economic Record, 15.1 (1939): 24–38.